# Maddalena Sibilla di Sassonia-Weissenfels (1673-1726)
Maddalena Sibilla di Sassonia-Weissenfels (Halle, 3 settembre 1673 – Eisenach, 28 novembre 1726) fu una duchessa di Sassonia-Weissenfels e Querfurt della linea Albertina del casato di Wettin per nascita e per matrimonio Duchessa di Sassonia-Eisenach.

## Biografia
Maddalena Sibilla era la primogenita e prima figlia femmina del Duca Giovanni Adolfo I di Sassonia-Weissenfels e di sua moglie Giovanna Maddalena, figlia del Duca Federico Guglielmo II di Sassonia-Altenburg. I suoi nomi le furono imposti in onore della bisnonna paterna, la Duchessa Maddalena Sibilla di Prussia.
Morì nel 1726 all'età di 53 anni e fu sepolta nella cripta ducale della chiesa di San Giorgio ad Eisenach

## Matrimonio e figli
Il 28 luglio 1708 a Weissenfels sposò il Duca Giovanni Guglielmo III; ella era la sua terza consorte. Giovanni Guglielmo era figlio del Duca Giovanni Giorgio I e di sua moglie, la Contessa Giovannetta di Sayn-Wittgenstein.
Ebbero i seguenti figli:
- Giovanna Maddalena Sofia (19 agosto 1710 - 26 febbraio 1711)
- Cristiana Guglielmina (3 settembre 1711 - 27 novembre 1740), sposò Carlo, Principe di Nassau-Usingen
- Giovanni Guglielmo (28 gennaio 1713 - 8 maggio 1713)

Dopo la morte di Maddalena Sibilla e l'anno consueto di lutto, Giovanni Guglielmo si sposò per la quarta ed ultima volta, con Maria Cristina Felicita di Leiningen-Dagsburg-Falkenburg-Heidenheim, vedova del Principe Cristoforo di Baden-Durlach.

## Ascendenza
|                                                     |                                                  |                                                         | Genitori                                              |  |  | Nonni |  |  | Bisnonni                                         |  |  | Trisnonni                                      |  |
|                                                     |                                                  |                                                         |                                                       |  |  |       |  |  | 8. Johann Georg I, principe elettore di Sassonia |  |  | 16. Christian I, principe elettore di Sassonia |  |
|                                                     |                                                  |                                                         |                                                       |  |  |       |  |  | 8. Johann Georg I, principe elettore di Sassonia |  |  | 16. Christian I, principe elettore di Sassonia |  |
|                                                     |                                                  | 17. Sophie von Brandenburg                              |                                                       |  |  |       |  |  | 8. Johann Georg I, principe elettore di Sassonia |  |  |                                                |  |
| 4. August, duca di Sassonia-Weissenfels             |                                                  |                                                         |                                                       |  |  |       |  |  | 8. Johann Georg I, principe elettore di Sassonia |  |  |                                                |  |
|                                                     |                                                  | 9. Magdalena Sibylle von Preußen                        | 18. Albrecht Friedrich, duca di Prussia               |  |  |       |  |  |                                                  |  |  |                                                |  |
|                                                     |                                                  | 9. Magdalena Sibylle von Preußen                        | 18. Albrecht Friedrich, duca di Prussia               |  |  |       |  |  |                                                  |  |  |                                                |  |
|                                                     |                                                  | 9. Magdalena Sibylle von Preußen                        | 19. Marie Eleonore von Jülich-Kleve-Berg              |  |  |       |  |  |                                                  |  |  |                                                |  |
| 2. Johann Adolf I, duca di Sassonia-Weissenfels     |                                                  | 9. Magdalena Sibylle von Preußen                        |                                                       |  |  |       |  |  |                                                  |  |  |                                                |  |
|                                                     |                                                  | 10. Adolf Friedrich I, duca di Meclemburgo-Schwerin     | 20. Johann VII, duca di Meclemburgo-Schwerin          |  |  |       |  |  |                                                  |  |  |                                                |  |
|                                                     |                                                  | 10. Adolf Friedrich I, duca di Meclemburgo-Schwerin     | 20. Johann VII, duca di Meclemburgo-Schwerin          |  |  |       |  |  |                                                  |  |  |                                                |  |
|                                                     |                                                  | 10. Adolf Friedrich I, duca di Meclemburgo-Schwerin     | 21. Sophia von Schleswig-Holstein-Gottorf             |  |  |       |  |  |                                                  |  |  |                                                |  |
| 5. Anna Maria zu Mecklenburg-Schwerin               |                                                  | 10. Adolf Friedrich I, duca di Meclemburgo-Schwerin     |                                                       |  |  |       |  |  |                                                  |  |  |                                                |  |
|                                                     |                                                  | 11. Anna Maria von Ostfriesland                         | 22. Enno III, conte della Frisia orientale            |  |  |       |  |  |                                                  |  |  |                                                |  |
|                                                     |                                                  | 11. Anna Maria von Ostfriesland                         | 22. Enno III, conte della Frisia orientale            |  |  |       |  |  |                                                  |  |  |                                                |  |
|                                                     |                                                  | 11. Anna Maria von Ostfriesland                         | 23. Anna von Schleswig-Holstein-Gottorf               |  |  |       |  |  |                                                  |  |  |                                                |  |
| 1. Magdalena Sibylla von Sachsen-Weißenfels         |                                                  | 11. Anna Maria von Ostfriesland                         |                                                       |  |  |       |  |  |                                                  |  |  |                                                |  |
|                                                     | 12. Friedrich Wilhelm I, duca di Sassonia-Weimar | 24. Johann Wilhelm, duca di Sassonia-Weimar             |                                                       |  |  |       |  |  |                                                  |  |  |                                                |  |
|                                                     | 12. Friedrich Wilhelm I, duca di Sassonia-Weimar | 24. Johann Wilhelm, duca di Sassonia-Weimar             |                                                       |  |  |       |  |  |                                                  |  |  |                                                |  |
|                                                     | 12. Friedrich Wilhelm I, duca di Sassonia-Weimar | 25. Dorothea Susanne von der Pfalz-Simmern              |                                                       |  |  |       |  |  |                                                  |  |  |                                                |  |
| 6. Friedrich Wilhelm II, duca di Sassonia-Altenburg | 12. Friedrich Wilhelm I, duca di Sassonia-Weimar |                                                         |                                                       |  |  |       |  |  |                                                  |  |  |                                                |  |
|                                                     |                                                  | 13. Anna Maria von Pfalz-Neuburg                        | 26. Philipp Ludwig, conte palatino di Neuburg         |  |  |       |  |  |                                                  |  |  |                                                |  |
|                                                     |                                                  | 13. Anna Maria von Pfalz-Neuburg                        | 26. Philipp Ludwig, conte palatino di Neuburg         |  |  |       |  |  |                                                  |  |  |                                                |  |
|                                                     |                                                  | 13. Anna Maria von Pfalz-Neuburg                        | 27. Anna von Jülich-Kleve-Berg                        |  |  |       |  |  |                                                  |  |  |                                                |  |
| 3. Johanna Magdalena von Sachsen-Altenburg          |                                                  | 13. Anna Maria von Pfalz-Neuburg                        |                                                       |  |  |       |  |  |                                                  |  |  |                                                |  |
|                                                     |                                                  | 14. Johann Georg I, principe elettore di Sassonia (= 8) | 28. Christian I, principe elettore di Sassonia (= 16) |  |  |       |  |  |                                                  |  |  |                                                |  |
|                                                     |                                                  | 14. Johann Georg I, principe elettore di Sassonia (= 8) | 28. Christian I, principe elettore di Sassonia (= 16) |  |  |       |  |  |                                                  |  |  |                                                |  |
|                                                     |                                                  | 14. Johann Georg I, principe elettore di Sassonia (= 8) | 29. Sophie von Brandenburg (= 17)                     |  |  |       |  |  |                                                  |  |  |                                                |  |
| 7. Magdalena Sibylla von Sachsen                    |                                                  | 14. Johann Georg I, principe elettore di Sassonia (= 8) |                                                       |  |  |       |  |  |                                                  |  |  |                                                |  |
|                                                     |                                                  | 15. Magdalena Sibylle von Preußen (= 9)                 | 30. Albrecht Friedrich, duca di Prussia (= 18)        |  |  |       |  |  |                                                  |  |  |                                                |  |
|                                                     |                                                  | 15. Magdalena Sibylle von Preußen (= 9)                 | 30. Albrecht Friedrich, duca di Prussia (= 18)        |  |  |       |  |  |                                                  |  |  |                                                |  |
|                                                     |                                                  | 15. Magdalena Sibylle von Preußen (= 9)                 | 31. Marie Eleonore von Jülich-Kleve-Berg (= 19)       |  |  |       |  |  |                                                  |  |  |                                                |  |
|                                                     |                                                  | 15. Magdalena Sibylle von Preußen (= 9)                 |                                                       |  |  |       |  |  |                                                  |  |  |                                                |  |